# Tronio (Iliria)
Tronio (en griego: Θρόνιον, en latín: Thronium) fue asentamiento griego de los eubeos y los locrios  en la zona fronteriza entre Iliria  y Epiro, cerca de Amantia. Se cree que se encontraba al sur de Vlorë, entre el río río Shushicë y el mar. Algunos eruditos, como Hasan Ceka y Nicholas G.L. Hammond, han propuesto Kaninë como posible ubicación. R.L. Beaumont, además de Kaninë, también sugirió Ploça y Klos. Habría sido fundada tras la guerra de Troya por los abantes de Eubea y los habitantes de la Tronio locria. Los habitantes de la ciudad vecina de Apolonia la tomaron en una época temprana y la anexionaron a su territorio, según se desprende de un epigrama inscrito en una ofrenda dedicatoria de los apoloniatas en Olimpia.